# STS-113
STS-113, voluit Space Transportation System-113, was een spaceshuttlemissie van de Endeavour naar het Internationaal ruimtestation ISS. Naast materiaal vervoerde de vlucht de bemanningsleden voor ISS Expeditie 6 en bracht de leden van ISS Expeditie 5 terug naar de aarde. Na deze vlucht onderging de Endeavour een grote onderhoudsbeurt en werd vijf jaar later weer ingezet voor STS-118.

## Bemanning
| Bevelhebber        | James Wetherbee 6e ruimtevlucht       | James Wetherbee 6e ruimtevlucht       |                                   |                                   |
| Piloot             | Paul Lockhart 2e ruimtevlucht         | Paul Lockhart 2e ruimtevlucht         |                                   |                                   |
| Missiespecialist 1 | Michael López-Alegría 3e ruimtevlucht | Michael López-Alegría 3e ruimtevlucht |                                   |                                   |
| Missiespecialist 2 | John Herrington 1e ruimtevlucht       | John Herrington 1e ruimtevlucht       | John Herrington 1e ruimtevlucht   |                                   |
| Missiespecialist 3 | Kenneth Bowersox 5e ruimtevlucht      | Valeri Korzoen 2e ruimtevlucht        | Valeri Korzoen 2e ruimtevlucht    | Valeri Korzoen 2e ruimtevlucht    |
| Missiespecialist 4 | Nikolaj Boedarin 3e ruimtevlucht      | Peggy Whitson 1e ruimtevlucht         | Peggy Whitson 1e ruimtevlucht     | Peggy Whitson 1e ruimtevlucht     |
| Missiespecialist 5 | Donald Pettit 1e ruimtevlucht         | Sergej Tresjtsjov 1e ruimtevlucht     | Sergej Tresjtsjov 1e ruimtevlucht | Sergej Tresjtsjov 1e ruimtevlucht |

STS-49 · STS-47 · STS-54 · STS-57 · STS-61 · STS-59 · STS-68 · STS-67 · STS-69 · STS-72 · STS-77 · STS-89 · STS-88 · STS-99 · STS-97 · STS-100 · STS-108 · STS-111 · STS-113 · STS-118 · STS-123 · STS-126 · STS-127 · STS-130 · STS-134